# Yuncos (kommun)
Yuncos är en kommun i Spanien.   Den ligger i provinsen Toledo och regionen Kastilien-La Mancha, i den centrala delen av landet, 40 km söder om huvudstaden Madrid. Antalet invånare är 10 587.